# Argina leonina
Alytarchia leonina là một loài bướm đêm thuộc phân họ Arctiinae, họ Erebidae.